# Boris Taslitzky
Boris Taslitzky (ur. 30 września 1911 w Paryżu, zm. 9 grudnia 2005 tamże) – francuski malarz, więzień obozu koncentracyjnego Buchenwald.

## Życiorys
Jego rodzice wyemigrowali z Rosji po rewolucji 1905. Studiował malarstwo w l’Ecole nationale des Beaux-Arts w Paryżu u Jacques’a Lipchitza. W 1935 wstąpił do Francuskiej Partii Komunistycznej, działał również w organizacjach artystycznych. Zmobilizowany w sierpniu 1939, służył wojskowo w czasie II wojny światowej. Po upadku Francji zaangażował się w działalność w ruchu oporu.
Aresztowany przez Niemców za działalność podziemną, w sierpniu 1944 został wysłany do Buchenwaldu w jednym z ostatnich transportów. Otrzymał numer obozowy 69022. Przeżył pobyt w obozie, po powrocie do Paryża wykładał w École Nationale Supérieure des Arts Décoratifs. W 1997 został odznaczony Legią Honorową V klasy.
Był przedstawicielem realizmu socjalistycznego. Rysunki wykonywał także w obozie koncentracyjnym, na kradzionym papierze niemieckim. Tworzył m.in. portrety współwięźniów; tematyka obozowa dominowała w jego późniejszej twórczości. Jego prace wystawiano w wielu galeriach światowych, nie cieszył się natomiast popularnością w kołach artystycznych Francji, gdzie realizm był wypierany przez malarstwo abstrakcyjne. Sam Taslitzky był zaprzyjaźniony z plastykami Alberto Giacomettim i Pablo Picasso oraz pisarzem Louisem Aragonem.